# (72553) 2001 EY2
(72553) 2001 EY2 – planetoida z pasa głównego asteroid okrążająca Słońce w ciągu 4,36 lat w średniej odległości 2,67 j.a. Odkryta 3 marca 2001 roku.